# Vasilios Mavroidis
Vasilios Mavroidis, født den 15. november 1926 i Kalamata, Peloponnesos, Grækenland og død i 2002, var en græsk atlet som deltog i olympiske lege, hvor han repræsenterede Grækenland i to på hinanden følgende sommerolympiader i 1948 og 1952. Under sommer-OL i 1948 deltog han i både 800 meter og 1500 meter løb, samt 4 x 400 meter stafet. Selvom han ikke kvalificerede sig til finalerne i de individuelle løb, var han en del af det græske stafethold, der kom på en femteplads i deres heat i den første runde. Fire år senere, under sommer-OL i 1952, viste Mavroidis sin alsidighed ved at være anmeldt til tre distancer i 400 meter, 800 meter og 1500 meter løb. I 400 meter løbet valgte han dog ikke at deltage, i 800 meter løbet kom han på en sjetteplads i sit heat i den første runde med en tid på 1:58.7, og i 1500 meter løbet kom han på en niendeplads i sit heat i den første runde.